# Gruppenkommandeur
Gruppenkommandeur (ou Kommandeur) est une fonction (non un rang militaire) dans la Luftwaffe pendant la Seconde Guerre mondiale. C'est l'équivalent du commandant d'un groupe dans d'autres forces aériennes.
Le Gruppenkommandeur avait généralement le rang de Hauptmann ou Major et commandait un Gruppe, qui est une sous-division d'une Geschwader. Un Gruppe se compose habituellement de trois ou quatre Staffeln, commandés par un Staffelkapitän.